# Lars Erik Petrus
Lars Erik Petrus, född 4 november 1960 i Klippan, är en svensk tidigare världsmästare i Rubiks Kub.
Petrus är uppvuxen i Luleå. I september 1981 vann Petrus Sveriges första mästerskap i en tävling som anordnades av Aftonbladet. År 1982 deltog han i de första officiella världsmästerskapen i Budapest i Ungern där han hamnade på en 4:e plats. År 2005 vann han världmästerskapen i Lake Buena Vista, Florida, United States i grenen "3x3x3 Fewest Moves" (minsta antal drag).
Petrus är sedan 1997 bosatt i Silicon Valley utanför San Francisco, och arbetar som dataprogrammerare. Han angav sina kubkunskaper i sitt CV vilket bidrog till att han fick arbetet.